# Chamaexeros
Chamaexeros is een geslacht uit de aspergefamilie. De soorten komen voor in West-Australië.

## Soorten
- Chamaexeros fimbriata
- Chamaexeros longicaulis
- Chamaexeros macranthera
- Chamaexeros serra